# Kronologija Domovinskog rata: listopad 1989.

### 8. listopada
- U organizaciji Hrvatskog socijalno-liberalnog saveza, na Trgu Republike u Zagrebu počelo potpisivanje peticije za povratak bana Jelačića na glavni gradski trg.[1]

### 12. listopada
- U Zagrebu, pri Društvu književnika Hrvatske, Osnovan Odbor za vraćanje spomenika bana Jelačića.[2]

### 20. listopada
- Upad Službe državne sigurnosti SR Srbije u sigurnosni sustav Bosne i Hercegovine uvod u novu policijsko-političku aferu u toj republici, djelovanje SDS Srbije u BiH u Predsjedništvu CK SK BiH napadom na suverenitet Republike i pokušajem kosovizacije BiH.[2]

### 23. listopada
- Tisuće građana Bihaća i Velike Kladuše pozdravilo puštanje Fikreta Abdića, bivšeg direktora Agrokomerca, na slobodu nakon dvogodišnjeg pritvora.[3]

### 26. listopada
- Za Jasenovac popis iz 1964. godine kaže 49.875 ubijenih, istaknuo zna znanstvenom skupu o stradanju Jugoslavena u 2. svjetskom ratu akademik Ljubo Boban i popis nije spreman što nije dao brojku od 700.000 žrtava tog logora, koja se, inače, navodi kao službena.[3]

### 30. listopada
- U Titovoj Mitrovici započelo suđenje Azemu Vllasiju, bivšem visokom rukovodiocu SAP Kosova, i još četrnaestorici optuženih Albanaca za kontrarevoluciju.[3]
- Policija na silu izvele zabarikadirane rudare iz rudnika Stari trg kod Titove Mitrovice, koji su tri dana štrajkali zbog uhićenja i suđenja Azema Vllasija.[3]
- Na Predsjedništvu SFRJ za aboliciju Azema Vllesija zalagali se predsjednik Predsjedništva SFRJ Janez Drnovšek i član iz Hrvatske Stipe Šuvar, ali ostali članovi odbili taj prijedlog.[3]

### 31. listopada
- Na Kosovu srbijanska policija rastjerala demonstrante suzavcem.[3]